# Bright Lights
Bright Lights este single-ul cu numărul treizeci al trupei de rock alternativ Placebo, și cel de-al patrulea single de pe cel de-al șaselea album, Battle for the Sun. A fost lansat în mod oficial pe data de 8 februarie 2010, în Marea Britanie, Franța, Italia și Australia; în Germania urmează să fie lansat pe data de 26 februarie.

## Lista melodiilor

### iTunes Deluxe Bundle
1. „Bright Lights” (Single Version)
2. „Bright Lights” (Album Version)
3. „The Never-Ending Why” (SFR Live)
4. „Bright Lights” (Randomer remix-dub)
5. „Bright Lights” (Video)

### Digital Bundle
1. „Bright Lights” (Single Version)
2. „Bright Lights” (Album Version)
3. „The Never-Ending Why” (SFR Live)
4. „Bright Lights” (Randomer remix-dub)

### CD (doar în Franța și Germania)
1. „Bright Lights” (Single Version)
2. „Bright Lights” (Album Version)
3. „The Never-Ending Why” (SFR Live)

## Despre lirică
„Bright Lights” este unul dintre cântecele cele mai simple și optimiste din punct de vedere liric ale formației. Brian Molko a declarat următoarele despre el: „Cuvintele sunt extrem de autobiografice, o confesiune totală din punctul meu de vedere. Pe albumele precedente, aveam obiceiul de a inventa personaje, prin intermediul cărora puteam vorbi de sentimentele și angoasele mele. Utilizam aceste personaje ca pe un soi de autoprotecție și catalizator pentru a mă exprima. De data aceasta nu am mai făcut-o. Vocea naratorului îmi aparține. Cred că acest disc [Battle for the Sun] este mai sincer și mai personal datorită acestor cuvinte.”

## Despre videoclip
Videoclipul îi prezintă pe cei trei membri ai formației interpretând cântecul. Începe într-un loc întunecat, în care pătrunde treptat lumina, pe măsură ce se derulează melodia. La sfârșit, „decorul” este reprezentat de cer. Clipul ilustrează fidel ideea piesei: trecerea de la autodistrugere și depresie la speranță.